# Министарство унутрашњих послова Републике Северне Македоније
Министарство унутрашњих послова Северне Македоније (скраћено МУП РМ; мкд. Министерство за внатрешни работи на Северна Македонија (МВР РМ)) једно је од министарстава Владе Северне Македоније задужено за полицију и све унутрашње послове у земљи.

## Историја
Још у време Крушевске републике, у оквиру Привремене владе постојао је ресор за милицију, односно Милиција Крушевске републике. За овај ресор био је одговоран Христо Ћурчијев. Дужност милиције је била та да се стара за безбедност и ред у новопроглашеној устаничкој републици.
На првом заседању АСНОМ-а 2. августа 1944. г. формирана је и Президијум АСНОМ (који је имао законодавне и извршне ингеренције), а 6. августа у селу Рамну формировано је осам поверенстава, међу којима и Поверенство за унутрашње послове. За повереника је изабран Кирил Петрушев.
Приликом избора прве владе Македоније на Трећем заседању АСНОМ-а 16. априла 1945 година, Петрушев је изабран за министара унутрашњих послова.
Од формирања независне државе 1991. назив министарства и његове функције нису промењени. На челу министарства налази се ресорни министар, кога одређује и предлаже министар владе а бира Скупштина. У задатке министарства спада не само спровођење закона, него и борба против међународног тероризма. У том смислу МУП Северне Македоније активно сарађује с МУП Србије у борби против албанских терориста.